# Ruedi Eberle
Pour les articles homonymes, voir Eberle.
Ruedi Eberle est une personnalité politique suisse membre de l'Union démocratique du centre.

## Biographie
Depuis le 29 avril 2018, il est conseiller d'État du canton d'Appenzell Rhodes-Intérieures.
Il a été capitaine de réserve des pompiers de Gonten et occupe désormais le grade de capitaine-régent.